# Pseudovektor

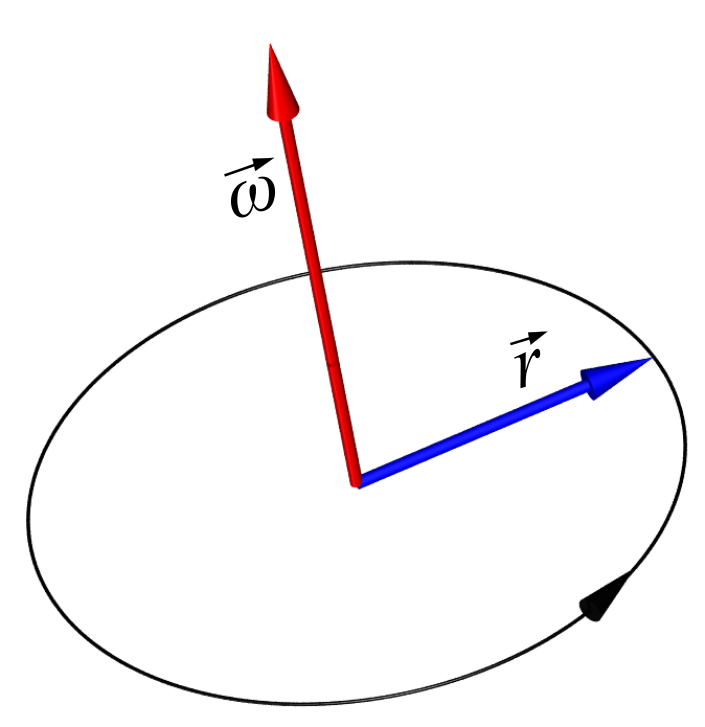
Vinkelhastigheten (röd) som pseudovektor. Då rotationen är moturs är vektorn enligt konvention riktad uppåt

Högerhandsregeln för en kryssprodukt

En pseudovektor (eller axiell vektor) är inom vektoralgebra en vektor vars tecken ändras vid skifte mellan höger- och vänsterorienterat koordinatsystem.
Beteckningen pseudovektor kommer sig av att den inte som en ”vanlig”, ”verklig” vektor har sin orientering (med avseende på vilken ända som är startpunkt respektive ändpunkt) entydigt definierad. Storleken är definierad och riktningen är given som parallell med en viss axel, medan valet av koordinatsystem – alltså en konvention - avgör orienteringen. Pseudovektorerna kallas därför också axiella vektorer, i motsats till polära vektorer. 
I tre dimensioner, är pseudovektorn p associerad med kryssprodukten av två polära vektorer a and b:
{\displaystyle \mathbf {p} =\mathbf {a} \times \mathbf {b} }
Vektorn p beräknad på detta sätt är en pseudovektor. Ett exempel är normalen till ett orienterat plan, där planet spänns upp av två icke-parallella vektorer a och b. Vektorn a × b är en normal till planet (det finns två normaler, en på var sida; högerhandsregeln och planets orienteringsriktning bestämmer vilken) och är en pseudovektor.
En vanlig konvention är att fastställa ett högersystem då högerhandsregeln kan tillämpas, vilken innebär att kryssprodukten av a och b är riktad som tummen  om a har pekfingrets riktning och b är riktad längs långfingret enligt bilden till höger.

## Fysikaliska exempel

Varje hjul på bilarna, som är på väg bort från observatören, har ett rörelsemängdmoment som indikeras av en pseudovektor som pekar åt vänster. Det samma gäller för bilens spegelbild

Antag en pseudovektor som anger ett rörelsemängdmoment L = r × p. För en bilförare som ser framåt, har hjulen en sådan momentvektor som pekar åt vänster.  Om världen är reflekterad i en spegel, vilken kastar om höger och vänster på bilen, pekar "reflextionen" av detta "rörelsemängdmoment" (betraktad som en ordinär vektor) till höger, men hjulets (som i reflexionen fortfarande rör sig framåt) egentliga rörelsemängdmoment pekar fortfarande till vänster, beroende på det extra minustecken som orsakas av pseudovektorns reflexion.
Skillnaden mellan vektorer och pseudovektorer är viktig för att förstå den effekt symmetri har för fysikaliska systems lösningar. Antag en elektrisk strömslinga i z = 0 planet där slingans insida genererar ett magnetiskt fält orienterat i z-riktningen. Detta system är symmetriskt (invariant) under spegling i detta plan, med det magnetiska fältet oförändrat av speglingen. Men spegling av det magnetiska fältet som en vektor genom planet förväntas orsaka en riktningsomkastning, vilket dock korrigeras av att det magnetiska fältet är en pseudovektor, vilket med dess extra teckenbyte, lämnar fältet oförändrat.